# 德拉戈布拉特西克湖

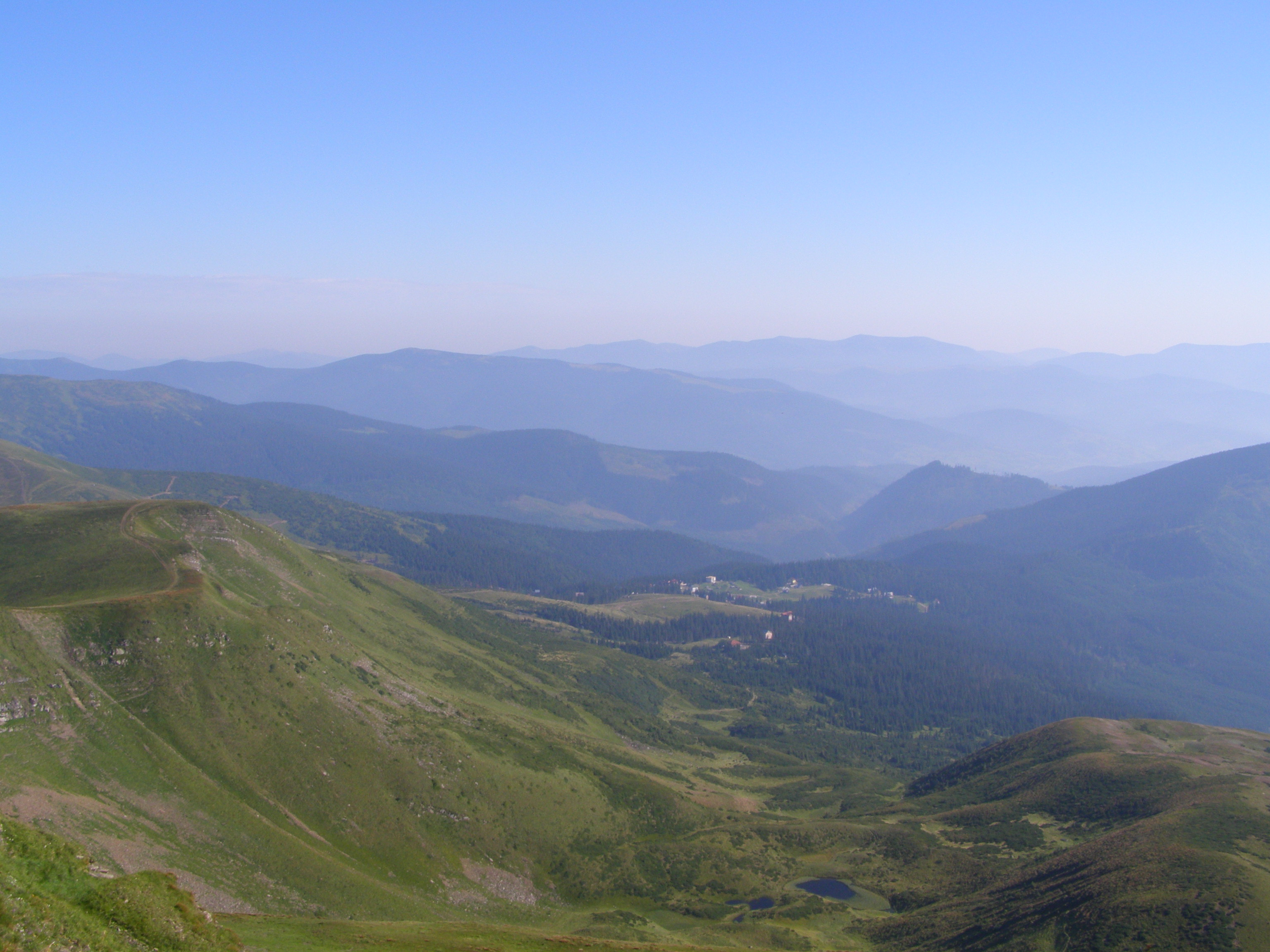

48°13′42″N 24°14′10.4″E / 48.22833°N 24.236222°E
德拉戈布拉特西克湖（烏克蘭語：Драгобратське озеро），是烏克蘭的湖泊，位於該國西部外喀爾巴阡州，長55米、寬21米，面積0.1公畝，海拔高度1,600米，最大水深1.2米，湖畔城鎮有拉希夫。